# ابق بجانبي يا دورايمون
ابق بجانبي يا دورايمون (باليابانية: STAND BY ME ドラえもん) هو فيلم تحريك حاسوبي ياباني من إخراج تاكاشي يامازاكي مبني على مانغا دورايمون،تم عرض الفيلم في اليابان في 8 أغسطس 2014 وحقق إيرادات وصلت ل 183.4 مليون دولار.

## روابط خارجية
ابق بجانبي يا دورايمون على موقع IMDb (الإنجليزية)
- ابق بجانبي يا دورايمون على موقع روتن توميتوز (الإنجليزية)
- ابق بجانبي يا دورايمون على موقع ألو سيني (الفرنسية)
- ابق بجانبي يا دورايمون على موقع Turner Classic Movies (الإنجليزية)
- ابق بجانبي يا دورايمون على موقع أول موفي (الإنجليزية)
- ابق بجانبي يا دورايمون على موقع فيلمافينيتي (الإسبانية)
- ابق بجانبي يا دورايمون على موقع قاعدة بيانات الفيلم (الإنجليزية)
- ابق بجانبي يا دورايمون على موقع ليتربوكسد (الإنجليزية)
- ابق بجانبي يا دورايمون على موقع كينوبويسك (الروسية)
- ابق بجانبي يا دورايمون على موقع ANN anime (الإنجليزية)